# Hans Buchwald
Hans Buchwald (* 1933 in Wien; † 31. Oktober 2013 ebenda) war ein amerikanischer Kunsthistoriker und Architekt.
Buchwald musste mit seiner Familie 1940 in die USA emigrieren und nahm 1947 die US-amerikanische Staatsbürgerschaft an. Ab 1951 studierte er Architektur an der Carnegie Mellon University in Pittsburgh (1956 B.A.). Seit 1956 studierte er neben der Tätigkeit in einem Architekturbüro an der Universität Wien Kunstgeschichte (u. a. bei Karl Maria Swoboda) und wurde dort 1962 bei Otto Demus mit einer Arbeit zur Architekturplastik von San Marco in Venedig promoviert. Von 1964 bis 1972 lehrte er am Carpenter Center for the Visual Arts der Harvard University, von 1978 bis 2000 als Professor für architektonisches Entwerfen und architektonische Theorie an der Universität Stuttgart. Parallel dazu war Buchwald seit 1954 als praktischer Architekt tätig, seit 1970 in Stuttgart, von 1985 bis 2000 mit seinem eigenen Büro „CDE Prof. Buchwald GmbH. Consulting – Design – Engineering“.
Hauptforschungsgebiet von Buchwald war die Geschichte der byzantinischen Architektur. Lange Zeit nahm er an den amerikanischen Ausgrabungen in Sardes teil.

## Veröffentlichungen (Auswahl)
- Form from process – the Thonet chair. An exhibition of historic bentwood furniture from the collection of John Sailer, Vienna. Cambridge, Mass. 1967.
- The Church of the Archangels in Sige near Mudania. Böhlau, Wien 1969.
- Form, style, and meaning in Byzantine church architecture. Ashgate, Aldershot 1999, ISBN 0-86078-779-6 (gesammelte Aufsätze).